# Placodidus simplex
Placodidus simplex är en skalbaggsart som beskrevs av Jan Krikken 1979. Placodidus simplex ingår i släktet Placodidus och familjen Cetoniidae. Inga underarter finns listade i Catalogue of Life.